# Luhansk oblast
Luhansk oblast är ett oblast (provins) i östra Ukraina. Huvudort är Luhansk. Oblastet gränsar till Ryska federationen i öster och har en majoritet rysktalande: i folkräkningen 2001 uppgav endast 30 procent av befolkningen att man hade ukrainska som modersmål, vilket gör Luhansk till en av de mest ryskspråkiga regionerna i Ukraina. Förryskningen var kraftig under 1900-talet; år 1917 var motsvarande siffra 68,7 %. Våren 2014 etablerades en utbrytarrepublik på större delen av oblastets territorium. 

## Historia

### Bakgrund och efterkrigstiden
Oblastet skapades 1938 som Vorosjylovhrad (Vorosjilovgrad) oblast, efter att Donetsk oblast delats upp mellan Vorosjylovhrad och Stalino (idag Donetsk) oblast. Efter Nazitysklands invasion 1941 lades regionen under tysk militär administration på grund av dess närhet till frontlinjen.
Under Sovjettiden bar oblastet sitt nuvarande namn, Luhansk oblast, mellan åren 1958 och 1970.

### 2014
8 april 2014 – efter att Krimkrisen lett till Rysslands annektering av halvön – ockuperade proryska separatister den administrativa centralbyggnaden i oblastet. Ockupanterna planerade att utropa oblastet självständigt under namnet Parlamentära republiken Luhansk, efter att andra proryska separatister i Donetsk oblast utropat Folkrepubliken Donetsk. Den parlamentära republiken blev dock en kortvarig institution. I dess ställe utropades Folkrepubliken Lugansk, och man kallade till en folkomröstning om självständighet och separation från Ukraina den 11 maj 2014. Folkomröstningen var ensidigt utlyst och erkändes inte av någon regering. Ukraina erkänner inte folkomröstningen, och EU och USA meddelar att det hela är olagligt.
De nya och ensidigt utlysta republiken har inte lyckats etablera full kontroll över sitt territorium, och man är sedan april 2014 inblandad i strider mot Ukrainas Säkerhetstjänst och Ukrainas väpnade styrkor. I slutet av juli 2014 kontrollerade folkrepubliken större delen av den södra delen av oblastet, medan Ukraina kontrollerade den norra halvan samt vissa delar längst i söder.

## Bildgalleri

Karta med gränser samt större höjder och vattendrag.
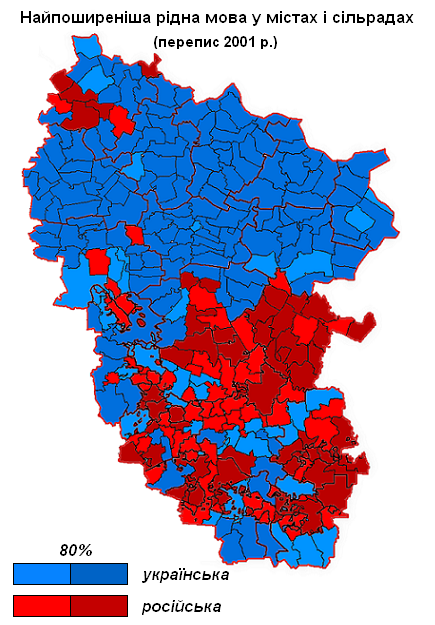
Ryska (rött, enligt folkräkning 2001) och ukrainska (blått) är oblastets två stora modersmål.
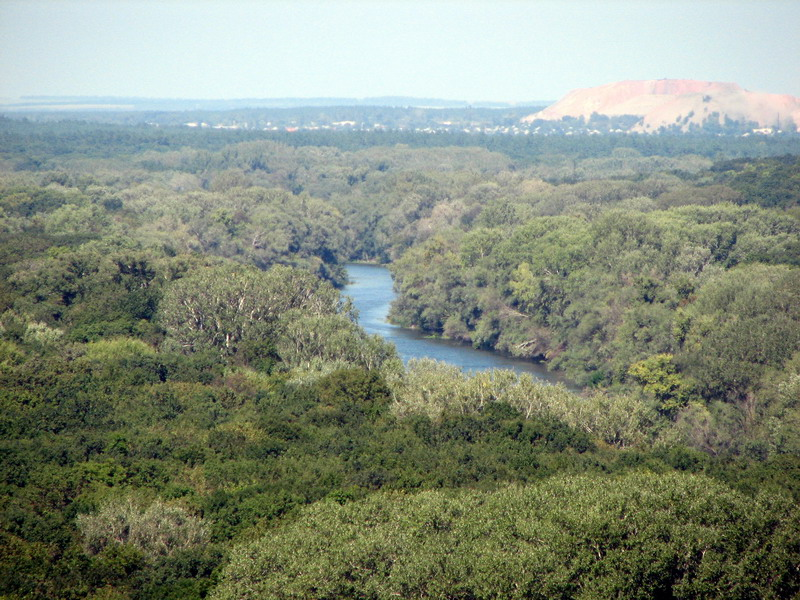
Floden Donets delar oblastet i en nordlig och en sydlig halva.
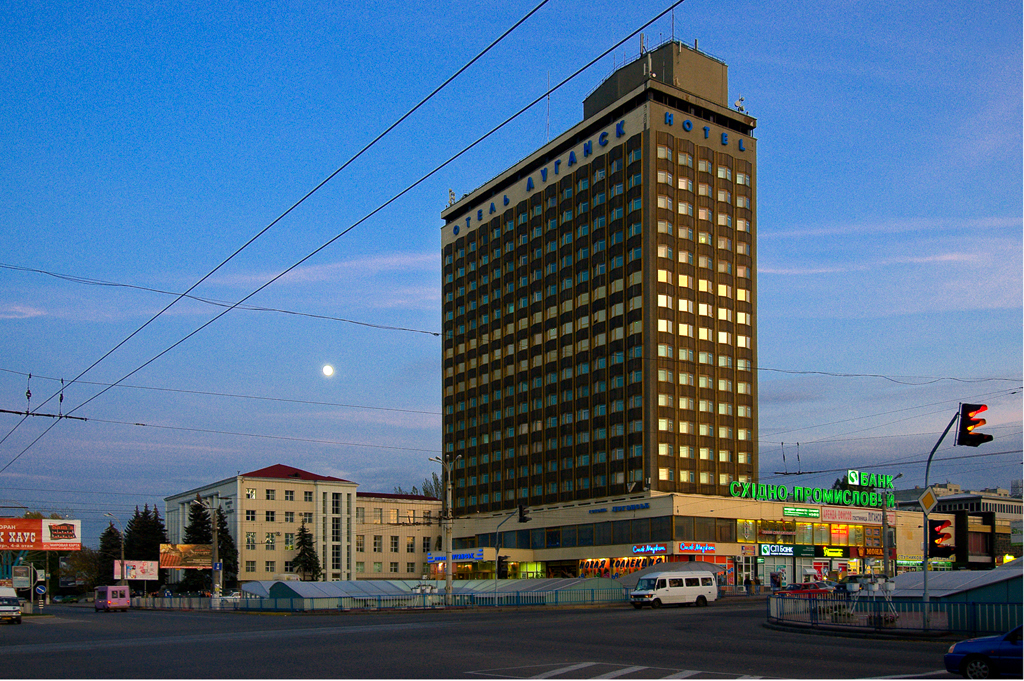
Hotell "Luhansk" ("Lugansk") i Luhansk.